# ژرار براش
ژرار براش (فرانسوی: Gérard Brach‎; ۲۳ ژوئیهٔ ۱۹۲۷ – ۹ سپتامبر ۲۰۰۶) فیلم‌نامه‌نویس و کارگردان اهل فرانسه بود که بیشتر با همکاری‌هایش با رومن پولانسکی و ژان-ژاک آنو شناخته می‌شود. از فیلم‌هایی که خود او کارگردانی کرده می‌توان قایقی بر علفزار را نام برد.